# Chwalców
Chwalców – dawna osada, a dziś część osiedla Podgrabie w Niepołomicach, położona wzdłuż ulicy Krakowskiej. Od północnego zachodu sąsiaduje z Pasternikiem Drugim, od północy z Grabiem-Kątkiem, od wschodu z centrum Podgrabie, natomiast od południa z wsią Podłęże. Większość zabudowy Chwalcowa to domy jednorodzinne z lat 60. i 70. XX wieku.
W południowej części dawnej osady znajdują się zakłady przemysłowe Niepołomickiej Strefy Inwestycyjnej.